# DNA Model Management
Pour les articles homonymes, voir DNA.
DNA Model Management ou DNA Models est une agence de mannequins créée en 1996 par Jérôme et David Bonnouvrier, qui est considérée comme l'une des dix meilleures mondiale et trois meilleures américaine. Elle a sous contrat Natalia Vodianova, Saskia de Brauw, ou Constance Jablonski par exemple. Son rôle est de gérer les carrières de mannequins, mais aussi d'acteurs comme Ian Somerhalder et Shemar Moore.

## Historique
À son retour du service militaire, David Bonnouvrier intègre le magazine Elle puis part travailler deux ans plus tard dans l'agence créée par son père.
Jérôme Bonnouvrier, son père, fonde sa première agence, Glamour, au milieu des années 1975, dans les locaux de Courrèges à Paris, proche des maisons de couture de l'avenue Montaigne ; il ferme celle-ci rapidement, à la fin de la décennie. Le duo passe un accord avec Wilhelmina Models et David prend un poste à l'agence new-yorkaise ; le contrat s'arrête, au bout de six mois. Le duo démarre sommairement une nouvelle agence, Partners, en France et aux États-Unis. Mais ils doivent quitter l'affaire et en démarrer une nouvelle. Durant un voyage loin de tout, ils trouvent le nom de DNA et fondent l'agence après quelques années d'inactivité.
Ils découvrent Karolína Kurková alors âgée de quinze ans puis signent avec Nadja Auermann, Doutzen Kroes, Stella Tennant, ou Natalia Vodianova,.
De nos jours, le siège principal de l'agence se trouve à West Chelsea.

## Mannequins de DNA Models
- Alessandra Ambrosio
- Mini Anden
- Nadja Auermann
- Vanessa Axente (en)[9]
- Edie Campbell
- Gracie Carvalho
- Élise Crombez
- Saskia de Brauw
- Morgane Dubled
- Lindsay Ellingson
- Linda Evangelista
- Magdalena Frackowiak
- Bette Franke (en)
- Kaia Gerber
- Baptiste Giabiconi
- Zuzana Gregorová
- Shalom Harlow
- Dree Hemingway
- Constance Jablonski
- Riley Keough
- Michaela Kocianova (es)
- Doutzen Kroes
- Noémie Lenoir
- Maryna Linchuk pendant six ans[10]
- Anais Mali
- Kristen McMenamy (en)
- Enikő Mihalik
- Kati Nescher (en)
- Chandra North (en)
- Oluchi Onweagba
- Andrej Pejic
- Siri Tollerød (en)
- Stella Tennant
- Aymeline Valade
- Amber Valletta
- Edita Vilkevičiūtė
- Natalia Vodianova
- Maud Welzen
- Raquel Zimmermann

- Ian Somerhalder

## Voir Aussi

### Lien Externe
Site officiel